# 1882 год в музыке

## События
- 29 января (10 февраля) 1882 года — премьера оперы «Снегурочка» Николая Римского-Корсакова в Мариинском театре
- 26 июля — премьера оперы «Парсифаль» Рихарда Вагнера в Байройтском театре
- 25 ноября — премьера сказочной комической оперы «Иоланта» Гилберта и Салливана, впервые в истории театра одновременно в двух местах: театре Савой в Лондоне и театре Стандарт[англ.] в Нью-Йорке.
- Густав Малер становится оперным дирижёром в Оломоуце
- Рихард Штраус поступает в Мюнхенский университет[1]

## Классическая музыка
- Милий Балакирев заканчивает симфоническую поэму «Тамара» по одноимённому стихотворению М. Ю. Лермонтова. Премьера состоялась 7 (19) марта 1882 года в Санкт-Петербурге под управлением автора.
- Пётр Чайковский пишет увертюру «1812 год». Премьера состоялась 8 (20) августа 1882 года в Москве, в Храме Христа Спасителя.
- Александр Глазунов — Первая симфония и струнный квартет № 1[фр.].
- Карл Райнеке — соната «Ундина» для флейты и фортепиано.
- Ханс Хубер — симфония № 1 «Телль».
- Пабло де Сарасате — «Испанские танцы» для скрипки и фортепиано, тетрадь IV, соч. 26.
- Иоганн Штраус — вальс «Весенние голоса».

## Опера
- Рихард Вагнер — «Парсифаль»
- Фридрих Люкс — «Кузнец из Рулы»
- Николай Римский-Корсаков — «Снегурочка»
- Артур Салливан — «Иоланта»
- Бедржих Сметана — «Чёртова стена»

## Родились
- 15 января — Генри Берр (ум. 1941) — канадский певец, радиоведущий и продюсер
- 11 февраля — Джо Джордан[англ.] (ум. 1971) — американский пианист и композитор
- 28 февраля — Джеральдина Фаррар (ум. 1967) — американская оперная певица (сопрано) и актриса
- 5 марта — Полин Дональда (ум. 1970) — канадская оперная певица (сопрано) и преподавательница
- 18 марта — Джан Франческо Малипьеро (ум. 1973) — итальянский композитор и музыковед
- 24 марта — Джино Маринуцци[итал.] (ум. 1945) — итальянский дирижёр и композитор
- 17 апреля — Артур Шнабель (ум. 1951) — австрийский пианист, педагог и композитор
- 18 апреля — Леопольд Стоковский (ум. 1977) — британский и американский дирижёр
- 23 апреля — Альберт Коутс (ум. 1953) — британский дирижёр и композитор
- 6 мая — Георги Атанасов (ум. 1931) — болгарский композитор
- 11 мая — Йозеф Маркс (ум. 1964) — австрийский композитор, педагог и музыкальный критик
- 24 мая — Кирилл Стеценко (ум. 1922) — украинский композитор, хоровой дирижёр и музыкальный критик
- 4 июня — Петер Эрвин Лендваи (ум. 1949) — немецкий композитор и хоровой дирижёр венгерского происхождения
- 17 июня — Игорь Стравинский (ум. 1971) — русский композитор
- 15 августа — Марион Бауэр[англ.] (ум. 1955) — американский композитор, педагог, писательница и музыкальный критик
- 18 августа — Марсель Самуэль-Руссо[фр.] (ум. 1955) — французский композитор, органист и оперный режиссёр
- 6 сентября — Джон Пауэлл (ум. 1963) — американский композитор, пианист и этномузыковед
- 6 октября — Кароль Шимановский (ум. 1937) — польский композитор, пианист, педагог и музыкальный критик
- 15 октября — Баллард Макдональд[англ.] (ум. 1935) — американский поэт-песенник
- 8 декабря — Мануэль Понсе (ум. 1948) — мексиканский композитор и музыкальный педагог
- 9 декабря — Хоакин Турина (ум. 1949) ― испанский композитор, пианист, дирижёр и музыкальный критик
- 16 декабря — Золтан Кодай (ум. 1967) — венгерский композитор, музыкант, теоретик музыки и педагог

## Скончались
- 12 февраля — Мадам Селеста[англ.] (66) — французская танцовщица и актриса
- 16 февраля — Хулиан Аркас (49) — испанский гитарист и композитор
- 20 февраля — Луи Адольф де Понтекулан[фр.] (86) — французский музыковед
- 22 февраля — Харриетт Эверард[англ.] (37) — британская певица и актриса
- 1 марта — Теодор Куллак (63) — немецкий пианист, композитор, музыкальный педагог и издатель
- 16 марта — Мария Суровщикова-Петипа (46) — русская балерина
- 3 апреля — Фридрих Вильгельм Кюкен (71) — немецкий композитор
- 21 мая — Джон Зандел[англ.] (66) — немецкий и американский органист, композитор, аранжировщик и педагог
- 24 июня — Йозеф Иоахим Рафф (60) — немецкий и швейцарский композитор, музыкальный педагог и пианист
- 28 июня — Джеймс Тарл[англ.] (80) — британский органист и композитор
- 4 июля — Джозеф Брэкетт[англ.] (85) — американский автор песен
- 13 июля — Альфред Хемфрис Пиз (44) — американский композитор и пианист
- 16 июля — Константин Вильбоа (65) — русский композитор и дирижёр
- 16 сентября — Теодор Эйсфельд (66) — немецкий и американский скрипач, композитор и дирижёр
- 3 октября — Аделаида Филлиппс[англ.] (48) — американская оперная певица (контральто) британского происхождения
- 22 октября —
- Адольф Гутманн (63) — немецкий пианист и композитор.
- Оскар Анфельт[швед.] (69) — шведский певец, композитор и музыкальный издатель
- 29 октября — Мартин Густав Ноттебом (64) — австрийский музыковед, композитор и музыкальный педагог
- 2 ноября — Сенобио Паниагуа[исп.] (61) — мексиканский композитор
- 18 ноября — Александр Мирецкий (73) — польский скрипач
- 20 ноября — Бела Келер (62) — австро-венгерский композитор и дирижёр
- без точной даты — Эдвард Мэк[англ.] (55 или 56) — американский композитор